# نوئمیئه ناکای
نوئمیئه ناکای (انگلیسی: Noémie Nakai؛ زادهٔ ۲ دسامبر ۱۹۹۰) بازیگر، شخصیت‌های تلویزیونی در ژاپن، و مدل (شخص) اهل ژاپن است.
از فیلم‌ها یا برنامه‌های تلویزیونی که وی در آن نقش داشته‌است می‌توان به ارتش دزدان اشاره کرد.